# Costa de Marfil en la Copa Mundial de Fútbol de 2014
La selección de fútbol de Costa de Marfil fue una de las 32 selecciones que participó en la Copa Mundial de Fútbol de 2014. Esta fue su tercera participación en mundiales y tercera consecutiva desde Alemania 2006.

## Clasificación
Costa de Marfil ingresó en la Segunda Ronda de las eliminatorias por estar dentro de las 28 mejores selecciones de la CAF según el ranking FIFA de julio de 2011. En esta instancia solo clasificaron a la siguiente fase los primeros de cada grupo, Costa de Marfil conformó el grupo C junto a Marruecos, Tanzania y Gambia clasificando a la Tercera Ronda de manera invicta con 4 victorias y 2 empates.
En los play-offs de la tercera ronda Costa de Marfil se enfrentó a Senegal en partidos de ida y vuelta, ganó 3-1 en Abiyán y empató 1-1 en Casablanca clasificando así a Brasil 2014.

### Segunda ronda
| Equipo          | Pts | PJ | PG | PE | PP | GF | GC | Dif |
| --------------- | --- | -- | -- | -- | -- | -- | -- | --- |
| Costa de Marfil | 14  | 6  | 4  | 2  | 0  | 15 | 5  | 10  |
| Marruecos       | 9   | 6  | 2  | 3  | 1  | 9  | 8  | 1   |
| Tanzania        | 6   | 6  | 2  | 0  | 4  | 8  | 12 | -4  |
| Gambia          | 4   | 6  | 1  | 1  | 4  | 4  | 11 | -7  |

| Fecha                   | Lugar         |                 |                            | Resultado |                            |                 |
| ----------------------- | ------------- | --------------- | -------------------------- | --------- | -------------------------- | --------------- |
| 2 de junio de 2012      | Abiyán        | Costa de Marfil | Bandera de Costa de Marfil | 2:0 (1:0) | Bandera de Tanzania        | Tanzania        |
| 9 de junio de 2012      | Marrakech     | Marruecos       | Bandera de Marruecos       | 2:2 (1:1) | Bandera de Costa de Marfil | Costa de Marfil |
| 23 de marzo de 2013     | Abiyán        | Costa de Marfil | Bandera de Costa de Marfil | 3:0 (0:0) | Bandera de Gambia          | Gambia          |
| 8 de junio de 2013      | Bakau         | Gambia          | Bandera de Gambia          | 0:3 (0:1) | Bandera de Costa de Marfil | Costa de Marfil |
| 16 de junio de 2013     | Dar es Salaam | Tanzania        | Bandera de Tanzania        | 2:4 (2:3) | Bandera de Costa de Marfil | Costa de Marfil |
| 7 de septiembre de 2013 | Abiyán        | Costa de Marfil | Bandera de Costa de Marfil | 1:1 (0:0) | Bandera de Marruecos       | Marruecos       |

### Tercera ronda
| 12 de octubre de 2013 | Costa de Marfil                                   | 3:1 (2:0) | Senegal        | Estadio Houphouët-Boigny, Abiyán                                    |                                                                     |
|                       | Drogba 3' (pen.) · L. Sané 14' (a.g.) · Kalou 49' | Reporte   | P. Cissé 90+4' | Asistencia: 30.000 espectadores Árbitro(s): Rajindraparsad Seechurn | Asistencia: 30.000 espectadores Árbitro(s): Rajindraparsad Seechurn |

| 16 de noviembre de 2013 | Senegal        | 1:1 (0:0) | Costa de Marfil | Stade Mohammed V, Casablanca (Marruecos)                    |                                                             |
|                         | Sow 76' (pen.) | Reporte   | Kalou 90+3'     | Asistencia: 15.000 espectadores Árbitro(s): Djamel Haimoudi | Asistencia: 15.000 espectadores Árbitro(s): Djamel Haimoudi |

### Goleadores
| Jugador       | Goles | PJ |
| ------------- | ----- | -- |
| Salomon Kalou | 5     | 7  |
| Yaya Touré    | 4     | 6  |
| Wilfried Bony | 3     | 5  |
| Didier Drogba | 3     | 5  |
| Lacina Traoré | 2     | 3  |
| Kolo Touré    | 1     | 4  |

## Preparación

### Campamento base
El 23 de diciembre de 2013 el gobernador del Estado de São Paulo, Geraldo Alckmin, informó que Costa de Marfil eligió a la ciudad de Águas de Lindoia como sede de su campamento base de cara a su preparación para el mundial. La delegación africana hará uso de las instalaciones del complejo Oscar Inn Eco Resort, propiedad del exfutbolista brasileño José Oscar Bernardi, tanto para su hospedaje como para sus entrenamientos.
El municipio de Águas de Lindoia se encuentra ubicado a 163km de distancia de la ciudad de São Paulo, capital del estado, y aproximadamente a 2 horas del Aeropuerto Internacional de Viracopos en la ciudad de Campinas.

### Amistosos previos
| 5 de marzo de 2014 | Bélgica                       | 2:2 (1:0) | Costa de Marfil            | Estadio Rey Balduino, Bruselas, Bélgica                   |                                                           |
|                    | Fellaini 17' · Nainggolan 51' | Reporte   | Drogba 74' · Gradel 90'+2' | Asistencia: 40,000 espectadores Árbitro(s): Damir Skomina | Asistencia: 40,000 espectadores Árbitro(s): Damir Skomina |

| 30 de mayo de 2014                                        | Bosnia y Herzegovina | 2:1 (1:0) | Costa de Marfil | Edward Jones Dome, San Luis, Estados Unidos              |                                                          |
|                                                           | Džeko 17' 53'        | Reporte   | Drogba 90'+1'   | Asistencia: 14,101 espectadores Árbitro(s): Jair Marrufo | Asistencia: 14,101 espectadores Árbitro(s): Jair Marrufo |
| Partido correspondiente al evento amistoso Road to Brazil |                      |           |                 |                                                          |                                                          |

| 4 de junio de 2014                                        | El Salvador        | 1:2 (0:2) | Costa de Marfil          | Estadio Toyota, Frisco, Estados Unidos                       |                                                              |
|                                                           | Álvarez 75' (pen.) | Reporte   | Gervinho 9' · Drogba 42' | Asistencia: 18,578 espectadores Árbitro(s): William Anderson | Asistencia: 18,578 espectadores Árbitro(s): William Anderson |
| Partido correspondiente al evento amistoso Road to Brazil |                    |           |                          |                                                              |                                                              |

## Jugadores
El entrenador de Costa de Marfil Sabri Lamouchi anunció el 13 de mayo de 2014 una lista provisinal de 28 jugadores convocados para iniciar la preparación con miras al mundial. La nómina definitiva de 23 jugadores fue anunciada el 1 de junio.
| #     | Nombre                 | Posición       | Edad           | PJ Sel         | G              | Club                |
| ----- | ---------------------- | -------------- | -------------- | -------------- | -------------- | ------------------- |
| 1     | Boubacar Barry         | Portero        | 34             | 80             | 0              | Lokeren             |
| 2     | Ousmane Diarrassouba   | Defensa        | 27             | 1              | 0              | Çaykur Rizespor     |
| 3     | Arthur Boka            | Defensa        | 31             | 81             | 1              | Málaga              |
| 4     | Kolo Touré             | Defensa        | 33             | 108            | 6              | Liverpool           |
| 5     | Didier Zokora          | Defensa        | 33             | 121            | 1              | Trabzonspor         |
| 6     | Mathis Bolly           | Delantero      | 23             | 5              | 0              | Fortuna Düsseldorf  |
| 7     | Jean-Daniel Akpa-Akpro | Defensa        | 21             | 1              | 0              | Toulouse            |
| 8     | Salomon Kalou          | Delantero      | 28             | 70             | 22             | Lille               |
| 9     | Cheick Tioté †         | Centrocampista | 28             | 46             | 1              | Newcastle United    |
| 10    | Gervinho               | Delantero      | 27             | 56             | 16             | Roma                |
| 11    | Didier Drogba          | Delantero      | 36             | 104            | 63             | Galatasaray         |
| 12    | Wilfried Bony          | Delantero      | 25             | 27             | 10             | Swansea City        |
| 13    | Didier Ya Konan        | Centrocampista | 30             | 26             | 7              | Ittihad             |
| 14    | Ismaël Diomande        | Centrocampista | 21             | 3              | 0              | Saint-Étienne       |
| 15    | Max Gradel             | Centrocampista | 26             | 27             | 3              | Saint-Étienne       |
| 16    | Sylvain Gbohouo        | Portero        | 25             | 2              | 0              | Séwé Sport          |
| 17    | Serge Aurier           | Defensa        | 21             | 11             | 0              | Toulouse            |
| 18    | Constant Djakpa        | Defensa        | 27             | 6              | 0              | Eintracht Frankfurt |
| 19    | Yaya Touré             | Centrocampista | 31             | 85             | 16             | Manchester City     |
| 20    | Serey Die              | Centrocampista | 29             | 10             | 0              | Basel               |
| 21    | Giovanni Sio           | Delantero      | 25             | 8              | 0              | Basel               |
| 22    | Souleymane Bamba       | Defensa        | 29             | 46             | 2              | Trabzonspor         |
| 23    | Sayouba Mandé          | Portero        | 21             | 1              | 0              | Stabæk              |
| D. T. | Sabri Lamouchi         | Sabri Lamouchi | Sabri Lamouchi | Sabri Lamouchi | Sabri Lamouchi | Sabri Lamouchi      |

Los siguientes jugadores fueron incluidos en la lista provisional de 30 convocados que la Federación Marfileña de Fútbol envió a la FIFA, pero no formaron parte de la nómina definitiva de 23 jugadores elaborada por Sabri Lamouchi. Los jugadores Romaric y Jean-Jacques Gosso fueron añadidos a la lista inicial de 28 para poder conformar la lista provisional de 30 pero no estaban en los planes del entrenador, el resto de jugadores fueron descartados con el fin de concretar la nómina definitiva de 23.
| Nombre             | Posición       | Edad | PJ Sel | G | Club                  |
| ------------------ | -------------- | ---- | ------ | - | --------------------- |
| Badra Ali Sangaré  | Portero        | -    | -      | - | ASEC Mimosas          |
| Brice Dja Djédjé   | Defensa        | -    | -      | - | Olympique de Marsella |
| Benjamin Angoua    | Defensa        | -    | -      | - | Valenciennes          |
| Jean-Jacques Gosso | Centrocampista | -    | -      | - | Gençlerbirliği        |
| Romaric            | Centrocampista | -    | -      | - | Bastia                |
| Lacina Traoré      | Delantero      | -    | -      | - | Everton               |
| Seydou Doumbia     | Delantero      | -    | -      | - | CSKA Moscú            |

## Participación

### Grupo C
| Equipo          | Pts | PJ | PG | PE | PP | GF | GC | Dif |
| --------------- | --- | -- | -- | -- | -- | -- | -- | --- |
| Colombia        | 9   | 3  | 3  | 0  | 0  | 9  | 2  | 7   |
| Grecia          | 4   | 3  | 1  | 1  | 1  | 2  | 4  | -2  |
| Costa de Marfil | 3   | 3  | 1  | 0  | 2  | 4  | 5  | -1  |
| Japón           | 1   | 3  | 0  | 1  | 2  | 2  | 6  | -4  |

#### Costa de Marfil - Japón
| 14 de junio de 2014, 22:00 | Costa de Marfil         | 2:1 (0:1) | Japón     | Estadio Itaipava Arena Pernambuco, Recife                 |                                                           |
|                            | Bony 63' · Gervinho 65' | Reporte   | Honda 15' | Asistencia: 40.267 espectadores Árbitro(s): Enrique Osses | Asistencia: 40.267 espectadores Árbitro(s): Enrique Osses |

#### Colombia - Costa de Marfil
| 19 de junio de 2014, 13:00 | Colombia                     | 2:1 (0:0) | Costa de Marfil | Estadio Mané Garrincha, Brasília                        |                                                         |
|                            | Rodríguez 63' · Quintero 69' | Reporte   | Gervinho 72'    | Asistencia: 68.748 espectadores Árbitro(s): Howard Webb | Asistencia: 68.748 espectadores Árbitro(s): Howard Webb |

#### Grecia - Costa de Marfil
| 24 de junio de 2014, 17:00 | Grecia                             | 2:1 (1:0) | Costa de Marfil | Estadio «Castelão», Fortaleza |                         |
|                            | Samaris 41' · Samaras 90+2' (pen.) | Reporte   | Bony 73'        | Árbitro(s): Carlos Vera       | Árbitro(s): Carlos Vera |

## Estadísticas

### Participación de jugadores
| # | Pos | Jugador | PJ | Minutos Jugados | Goles | Asistencias | Tarjetas Amarillas | Doble Tarjeta Amarilla y Roja | Tarjetas Rojas |
| - | --- | ------- | -- | --------------- | ----- | ----------- | ------------------ | ----------------------------- | -------------- |
| - | -   | -       | -  | -               | -     | -           | -                  | -                             | -              |
| - | -   | -       | -  | -               | -     | -           | -                  | -                             | -              |
| - | -   | -       | -  | -               | -     | -           | -                  | -                             | -              |
| - | -   | -       | -  | -               | -     | -           | -                  | -                             | -              |
| - | -   | -       | -  | -               | -     | -           | -                  | -                             | -              |
| - | -   | -       | -  | -               | -     | -           | -                  | -                             | -              |
| - | -   | -       | -  | -               | -     | -           | -                  | -                             | -              |
| - | -   | -       | -  | -               | -     | -           | -                  | -                             | -              |
| - | -   | -       | -  | -               | -     | -           | -                  | -                             | -              |
| - | -   | -       | -  | -               | -     | -           | -                  | -                             | -              |
| - | -   | -       | -  | -               | -     | -           | -                  | -                             | -              |
| - | -   | -       | -  | -               | -     | -           | -                  | -                             | -              |
| - | -   | -       | -  | -               | -     | -           | -                  | -                             | -              |
| - | -   | -       | -  | -               | -     | -           | -                  | -                             | -              |
| - | -   | -       | -  | -               | -     | -           | -                  | -                             | -              |
| - | -   | -       | -  | -               | -     | -           | -                  | -                             | -              |
| - | -   | -       | -  | -               | -     | -           | -                  | -                             | -              |
| - | -   | -       | -  | -               | -     | -           | -                  | -                             | -              |

| # | Pos        | Jugador | PJ | Minutos Jugados | Goles recibidos | Atajos | Tarjetas Amarillas | Doble Tarjeta Amarilla y Roja | Tarjetas Rojas |
| - | ---------- | ------- | -- | --------------- | --------------- | ------ | ------------------ | ----------------------------- | -------------- |
| 1 | Guardameta | -       | -  | -               | -               | -      | -                  | -                             | -              |
| - | Guardameta | -       | -  | -               | -               | -      | -                  | -                             | -              |
| - | Guardameta | -       | -  | -               | -               | -      | -                  | -                             | -              |